# Passiflora aristulata
Passiflora aristulata Mast. – gatunek rośliny z rodziny męczennicowatych (Passifloraceae Juss. ex Kunth in Humb.). Występuje endemicznie w Peru. 

## Morfologia
PokrójZdrewniałe, trwałe, nagie liany.
LiścieBlaszka liściowa są potrójnie klapowane, złożone z podłużnie owalnych klapek. Mają 3–4 cm długości oraz 4–6 cm szerokości. Brzegi są całobrzegie. Wierzchołek jest tępy lub ostry. Ogonek liściowy jest nagi. Przylistki są w kształcie serca.
KwiatyPojedyncze. Działki kielicha są podłużne, zielono-białawe, mają 8 cm długości. Płatki są podłużnie owalne, zielono-białawe. Przykoronek ułożony jest w czterech rzędach, purpurowy.